# Undercover: Doppeltes Spiel
Undercover: Doppeltes Spiel ist ein 2007 entstandenes und auf Nintendo DS erschienenes Computerspiel des deutschen Publishers dtp entertainment, entwickelt von Sproing. Das Adventure baut auf dem 2006 erschienenen Undercover: Operation Wintersonne auf, stellte aber ein Prequel dazu dar.

## Handlung
Großbritannien, 1939. In einer einsam gelegenen geheimen Forschungseinrichtung arbeiten die führenden britischen Wissenschaftler an neuen Technologien, die der Heimat von Nutzen sind sowie u. a. im bald bevorstehenden Krieg dienlich sein werden. Einer vor ihnen ist der Physiker Professor John Russell, ein nahezu stoisch seiner Arbeit verschriebener Akademiker.
Eines Tages bittet ihn Sir Williams, sein Boss und Leiter der Anlage, zum Rapport. Bei dem mysteriösen und eher belanglosen Gespräch ist auch der etwas undurchsichtige Colonel Travers anwesend. Etwas konsterniert von der Unterhaltung forscht Russell weiter nach und findet schließlich die Wahrheit heraus: Travers arbeitet für den Geheimdienst. Seit einiger Zeit verschwinden immer wieder vertrauliche Dokumente aus der Forschungseinrichtung, die von einem Unbekannten nach Nazideutschland geschmuggelt werden. Als Spion der Deutschen vermutet Travers offenbar Russell, weil dieser deutsche Wurzeln besitzt.
Da er ständig von Travers Leuten beobachtet wird und zudem das Gelände nicht verlassen darf, macht sich Russell auf eigene Faust daran, seinen Unschuld zu beweisen und den wahren Verräter zu enttarnen. Unterstützung erhält er dabei lediglich von Audrey, Sir Williams Sekretärin, die zudem noch insgeheim in den Bücherwurm verliebt ist.
Gemeinsam kommt das Duo dem Überläufer auf die Spur, der auch über Leichen geht …

## Spielprinzip und Technik
Das Spiel ist ein auf den Nintendo DS zugeschnittenes Grafik-Adventure, das an den Point-and-Click – Stil angelehnt ist. Man agiert aus der sogenannten Third-Person-Perspektive, das heißt, man steuert die Hauptfiguren aus der Sicht eines Dritten heraus. Der Touchscreen – Stift ersetzt in diesem Fall den Cursor, wie er sonst bei Adventures üblich ist. Durch Punktieren auf bestimmte Orte, Gegenstände und Personen läuft die Spielfigur an diesen Punkt bzw. interagiert mit diesen Objekten. Ist mit einem Objekt einer Interaktion möglich, so wird dies durch ein eingeblendetes Lupen- und Handsymbol dargestellt. Beim Antippen der Lupe wird das Objekt angesehen, beim Handsymbol damit interagiert. Beim Antippen einer Person erscheint statt einer Hand eine Sprechblase, über die man mit der Person einen Dialog führen kann. Bei Zwischensequenzen wird ein Taschenuhr – Symbol in der oberen linken Ecke eingeblendet. Erscheint eine Tür mit Pfeil, so kann man den aktuellen Spielbildschirm in diese Richtung verlassen. Durch einmaliges Tippen mit normaler Geschwindigkeit, durch Doppeltipp sofort. Das Inventar der Spielfigur, das im Topscreen zu sehen ist, kann man über den oberen Knopf des Steuerkreuzes aktivieren. Durch Antippen wird ein dort ausgewähltes Objekt in den Spielbildschirm übernommen und kann dort mit anderen Gegenständen kombiniert werden. Untereinander können Inventarobjekte auch durch Antippen und Ziehen auf den zu kombinierenden Gegenstand benutzt werden. Durch Antippen der unteren Steuerkreuztaste werden alle verfügbaren Gegenstände auf dem Spielbildschirm sowie alle Ausgänge dargestellt. Beim Druck auf die L-Taste erscheint eine Karte. Zwischendurch kann man über die R-Taste auch zwischen John und Audrey wechseln. Dies ist bei manchen Rätseln sogar notwendig.
Im Spiel gibt es mehrere Minispiele, die teilweise auf Geschicklichkeit setzten, z. B. morsen, mit Stethoskop ein Schloss knacken oder mit einem Blasrohr Fensterscheiben einschießen.

## Rezeption
Das deutschsprachige Onlinemagazin Adventure-Treff lobte den technischen Ansatz der Ausnutzung des Doppelbildschirms des Nintendo DS. Auch seien die Rätsel innovativ und die Grafik gelungen. Redakteur Jan Schneider kritisierte aber, dass die Handlung des Spiels nur ein Rahmen für die Präsentation der Rätsel sei. Zudem gäbe es im Spiel nur ein einziges, sich immer wiederholendes Musikstück, und es fehle eine Logbuch-Funktion, die nach einer Spielpause erläutert, was die aktuellen Aufgaben im Spiel sind.